# Корвинов амандман
Корвинов амандман (енгл. Corwin Amendment) предложени је амандман на Устав Сједињених Америчких Држава који је усвојен у Конгресу САД 2. марта 1861. у форми резолуције Представничког дома број 13. Предложени амандман би забранио сваку измену Устава САД којом се Конгресу додељује моћ да „укине или да се меша“ у „домаће институције“ држава, укључујући „особе које се држе да раде или да служе“ (што се односило на ропство).
Амандман је предложио републикански члан Представничког дома Томас Корвин, покушавајући тако да спречи сецесију јужних држава. Корвинова резолуција у Представничком дома била је иста као и ранији предлог који је у Сенату изнео Вилијам Хенри Сјуард, сенатор из Њујорка. Новоформиране Конфедеративне Америчке Државе биле су опредељене за независност, тако да су игнорисале амандман.
Амандман технички још увек може бити ратификован, пошто Конгрес није одредио крајњи рок када га је упутио на ратификацију законодавствима савезних држава. Међутим, након што је 1865. усвојен Тринаести амандман на Устав САД којим је укинуто ропство, Корвинов амандман је изгубио реалне шансе да буде ратификован.

## Текст
| | |
| No amendment shall be made to the Constitution which will authorize or give to Congress the power to abolish or interfere, within any State, with the domestic institutions thereof, including that of persons held to labor or service by the laws of said State. | Не може се донети никакав амандман на Устав који ће овластити или дати моћ Конгресу да укине или да се меша, унутар сваке државе, у њене домаће институције, укључујући и оне о особама које се држе да раде или да служе по законима дате државе. |

У тексту се избегава употреба речи ропство и робови, а користе се изрази попут „домаће институције“ и „лица која се држе да раде или да служе“. Сличне описе је користила и Уставотворна скупштина у нацрту Устава САД.

## Законодавна историја
У новом Конгресу чији је мандат почео у децембру 1860. предложено је преко 200 резолуција које су се односиле на ропство, укључујући 57 резолуција којима су предлагани уставни амандмани. Већина ових резолуција представљала је покушај компромиса како би се избегао војни сукоб између северних и јужних држава. Члан Демократске странке и сенатор из Мисисипија Џеферсон Дејвис предложио је уставни амандман којим се експлицитно штите власничка права над робовима. Једна група чланова Представничког дома предложила је одржавање националне конвенције на којој би се остварило „достојанствено, мирно и фер раздвајање“ и решила питања попут правичне расподеле средстава Савезне владе и права на пловидбу реком Мисисипи.
Представнички дом је 27. фебруара 1861. одбацио предлог резолуције која је била слична Корвиновом амандману. Корвин је затим предложио своју верзију резолуције, која је усвојена 28. фебруара 1861. са 133 гласа „за“ и 65 „против“ (потребна је била двотрећинска већина). Сенат је усвојио идентичан текст резолуције 2. марта 1861. са 24 гласа „за“ и 12 „против“. Сенатори из седам држава које су већ прогласиле сецесију нису учествовали у расправи у гласању. Резолуцијом је предвиђено да ће амандман ступити на снагу када га ратификују законодавни органи три четвртине савезних држава.
Одлазећи председник Џејмс Бјукенан подржао је Корвинов амандман, а након што је усвојен у Конгресу симболично га је потписао, иако његов потпис није имао никакав правни значај јер председник не може ставити вето на предложени уставни амандман који је изгласан у Конгресу.
Абрахам Линколн је у свом инаугуралном обраћању изјавио да се не противи ратификацији Корвиновог амандмана.

## Ратификација
Како је предвиђено чланом пет Устава САД, Корвинов амандман је требало да ратификују законодавства три четвртине савезних држава. Охајо је 13. маја 1861. постао прва савезна држава која га је ратификовала. Држава Мериленд је ратификовала амандман 10. јануара 1862. У току 1862, Уставотворна конвенција Илиноиса је такође ратификовала Корвинов амандман, међутим ова ратификација је упитна јер је Конгрес упутио амандман на ратификацију законодавним органима савезних држава а не конвенцијама.
Дана 31. марта 1864. Охајо је повукао ранију ратификацију, уз образложење да је због грађанског рата амандман постао нерелевантан.
Године 1963, више од 100 година након што је Корвинов амандман упућен савезним државама на ратификацију, члан Представничког дома Тексаса из Републиканске странке Хенри Столенверк предложио је резолуцију којом би се амандман ратификовао у Тексасу. Предлог резолуције је 7. марта 1963. прослеђен „Одбору за уставне амандмане“ и није даље разматран.

## Потенцијални ефекти
Да је ратификован, Корвинов амандман би према једној теорији онемогућио усвајање Тринаестог амандмана којим је укинуто ропство у САД, као и Четрнаестог амандмана који се такође односи на „унутрашње институције“ савезних држава. Према другој теорији, сваки следећи амандман који садржи одредбе које су у супротности са Корвиновим амандманом би га или експлицитно укинуо (као што је укинут Осамнаести анандман) или би био написан на начин да делимично или потпуно укида сваку конфликтну одредбу Корвиновог амандмана.